# Barylestis
Barylestis is een geslacht van spinnen uit de  familie van de Sparassidae (jachtkrabspinnen).

## Soorten
- Barylestis blaisei (Simon, 1903)
  - = Heteropoda blaisei Simon, 1903
- Barylestis fagei (Lessert, 1929)
  - = Torania fagei Lessert, 1929
- Barylestis insularis Simon, 1910
- Barylestis manni (Strand, 1906) 
  - = Torania manni Strand, 1906
- Barylestis montandoni (Lessert, 1929)
  - = Torania montandoni Lessert, 1929
- Barylestis nigripectus Simon, 1910
- Barylestis occidentalis (Simon, 1887)
  - = Isopeda occidentalis Simon, 1887
  - = Torania occidentalis Simon, 1897
- Barylestis peltatus Strand, 1916)
  - = Heteropoda peltata Strand, 1916
- Barylestis saaristoi Jäger, 2008
- Barylestis scutatus (Pocock, 1903)
  - = Torania scutata Pocock, 1903
- Barylestis variatus (Pocock, 1899)
  - = Torania variata Pocock, 1899